# Sergei Wladimirowitsch Schnurow

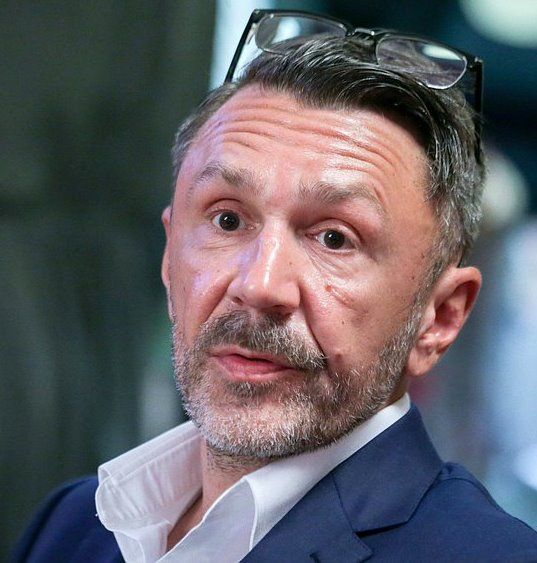
Sergej Schnurow (2019)

Sergei Wladimirowitsch Schnurow (russisch Сергей Владимирович Шнуров; Betonung: Sergéi Wladimírowitsch Schnúrow; * 13. April 1973 in Leningrad, Sowjetunion) ist ein russischer Musiker, Filmmusikkomponist und Schauspieler. Er ist der Sänger und Leader der Ska-Band Leningrad.

## Leben und Karriere
In seiner Kindheit in Leningrad, dem heutigen Sankt Petersburg, spielte er Geige. Nach der Schule begann er verschiedene Studien an unterschiedlichen Hochschulen, unter anderem im Bauingenieurwesen, schloss jedoch in Religion und Philosophie ab. Er arbeitete als Lastwagenfahrer, Wächter im Kindergarten, Glaser,  Schmied, Inneneinrichter, als Designer bei einer Werbeagentur und als Werbedirektor beim Radiosender „Modern“. Im Alter von 18 Jahren gründete er die Rapgruppe „Alkorepiza“, danach das Techno-Projekt „Ucho Van Goga“ (als „das Ohr von van Gogh“), schließlich „Leningrad“, was ihm letztlich breiten Erfolg einbrachte. Im Jahr 2004 gründete er sein eigenes Musiklabel „Shnur'OK“, auf dem seither alle Veröffentlichungen von „Leningrad“ erschienen.
Als Schauspieler wirkte er in bisher 15 Produktionen mit (unter anderem in Wächter des Tages) und hatte eine eigene Fernsehshow („Schnur wokrug sweta“). Der Durchbruch als Komponist von Filmmusik gelang ihm mit dem Soundtrack zu dem populären russischen Roadmovie „Bumer“ aus dem Jahr 2003. Er schrieb auch die Musik zur Fortsetzung des Films („Bumer. Der zweite Film“) und zu „Wächter des Tages“.
Auf der Bühne tritt er regelmäßig in betrunkenem Zustand in Erscheinung. Wladimir Kaminer zufolge gibt sich Schnurow in vielen Interviews und Talkshows als intelligenter junger Mann aus, der über die Tabus unserer Zivilisation philosophiert, die es zu brechen gelte, und generell über das Erlaubte und Geduldete in der Demokratie. Er berufe sich dabei auf die Idealisten der Antike oder die Romantiker des Mittelalters, relativiere dabei aber stets alles Gesagte am Ende mit einer kurzen ironisch-obszönen Bemerkung. Er zierte inzwischen die Titelblätter von Magazinen, unter anderem die des „Playboy“.
Bis 2007 war er mit der russischen Schauspielerin Oxana Akinschina liiert.

## Diskografie

### Alben (solo)
- 2003: Второй Магаданский...
- 2012: Лютик

### Singles (Auswahl)
- 2003: Super Good
- 2005: Свобода
- 2005: Почти любовь
- 2005: Любовь и боль
- 2005: Осень
- 2014: Никого не жалко
- 2014: Мобильник

### Filmmusik
- 2001: Agenstwo NLS (Fernsehserie) (Агентство НЛС)
- 2002: Teorija Sapoja (Теория запоя)
- 2002: Bumer
- 2003: Igry Motylkow (Игры мотыльков)
- 2005: Alles ist erleuchtet (einige seiner Lieder sind zu hören)
- 2006: Bumer. Der zweite Film (Бумер. Фильм второй)
- 2007: 2-Assa-2, ili wtoraja smert Anny Kareninoj (2-Асса-2, или вторая смерть Анны Карениной)
- 2007: Den Wyborow (День выборов)

### Mit Leningrad (Auswahl)
- 1999: Mat bes elektritschestwa (Мат без электричества, dt. etwa "Fluchen unplugged"), Gala Records
- 2000: Datschniki (Дачники, dt. etwa "Kleingärtner"), Gala Records
- 2001: Made in Schopa (Made in Жопа, wobei "Made in" engl., also dt. "Hergestellt im Arsch") Gala Records
- 2002: Piraty XXI weka (Пираты XXI века, dt. "Piraten des 21. Jahrhunderts"), Gala Records
- 2002: Totschka (Точка, dt. "Punkt"), Gala Records
- 2003: Dlja Millionow (Для Миллионов, dt. "Für Millionen"), Мистерия Звука
- 2004: Babarobot (Бабаробот, dt. etwa "Das Roboterweib"), Мистерия Звука & Шнур'ОК Records
- 2005: Chleb (Хлеб, dt. "Brot"), Мегалайнер рекордз
- 2005: Huinya (von Хуйня; dt. "Scheißdreck" zusammen mit The Tiger Lillies), Мистерия Звука
- 2006: Babje leto (Бабье лето, dt. "(Alt-)Weibersommer"), Гранд Рекордз & Шнур'ОК
- 2007: Awrora (Аврора, dt. "Aurora"), Гранд Рекордз & Шнур'ОК
- 2010: Sdatschi ne nado
- 2011: Chna
- 2011: Wetschny Ogon
- 2012: IsKAVERkannoe
- 2012: Ryba (dt. Fisch)
- 2014: Farsch (dt. Hackfleisch)
- 2014: Pljasch nasch (dt. Unser Strand)
- 2018: Wsjakoje

Quelle:

## Filmografie (Auswahl)
- 2001: Agenstwo NLS (Fernsehserie)
- 2003: Igry Motylkow („Das Schauspiel der Falter“)
- 2004: Wächter des Tages
- 2006: Schnur wokrug sweta (Fernsehshow)
- 2007: 2-Assa-2, ili wtoroj smert Anny Kareninoj
- 2007: Den Wyborow
- 2021: Nobody